# NGC 1595
NGC 1595 је елиптична галаксија у сазвежђу Длето која се налази на NGC листи објеката дубоког неба.
Деклинација објекта је - 47° 48' 55" а ректасцензија 4h 28m 21,6s. Привидна величина (магнитуда) објекта NGC 1595 износи 12,7 а фотографска магнитуда 13,7. Налази се на удаљености од 30,603 милиона парсека од Сунца. NGC 1595 је још познат и под ознакама ESO 202-25, AM 0426-475, Carafe group, PGC 15195.